# Fu Bin
Fu Bin (符賓T, 符宾S, Fú BīnP; Shijiazhuang, 6 maggio 1969) è un ex calciatore cinese, di ruolo portiere.

## Palmarès

### Club

#### Competizioni nazionali
- Coppa della Cina: 3

Beijing Gouan: 1996, 1997
Chongqing Lifan: 2000
- Supercoppa di Cina: 1

Beijing Guoan: 1997